# Gothminister
A Gothminister egy norvég gothic metal zenekar. 1999-ben alakultak, nyolc stúdióalbumot adtak ki, és alapvetően Németországban értek el sikereket. Több német zenei fesztiválon is játszottak, melyek között ott van a Wave-Gotik-Treffen (WGT), a Dark Storm Festival és a M'era Luna Festival is, és több mint 10 000 ember előtt léptek fel a Schattenreich fesztiválon. 
A "We Come Alive" című dallal részt vettek a Melodi Grand Prix 2024-en, a 2024-es Eurovíziós Dalfesztivál norvégiai válogatóján. Az elődöntőből 2024. január 13-án jutottak tovább, végül negyedik lett a döntőben.

## Zenei stílus
A zenekar gótikus és industrial metálzenét vegyít, azaz: elektronikus zene mellett metálgitárok és sötét lírai témák. Dalaikban rendszeresen használják a Drop-D hangolást is.

## Tagok
Jelenlegi tagok
- Bjørn Alexander Brem – énekes, különböző hangszerek
- Glenn Nilsen – gitár
- Ketil Eggum – gitár
- Andy Moxnes – élőben billentyű, gitár
- Christian Svendsen – élőben dob

Korábbi tagok
- Tom Kalstad – billentyű
- Sandra Jensen – kiegészítő énekes

Vendégszereplések
- Nell Sigland – ének a "Wish" (a Gothic Electronic Anthems 10. száma), a "Your Saviour", a "The Allmighty" és az "Emperor" (a Happiness in Darkness 3., 6. és 8. számai) című dalokban
- Cecilia Kristensen – a "Lány" a "Darkside" videoklipjében
- Eastern Strix – a "Lány" a "Freak" videoklipjében

Vendégfellépők élőben
- Eric Burton – élő ének a "Hatred" című dalhoz a M'era Luna fesztiválon 2004-ben
- Bruno Kramm – billentyűs hangszerek a Wave-Gotik-Treffen és a M'era Luna Festival 2011 koncerteken.

## Diszkográfia

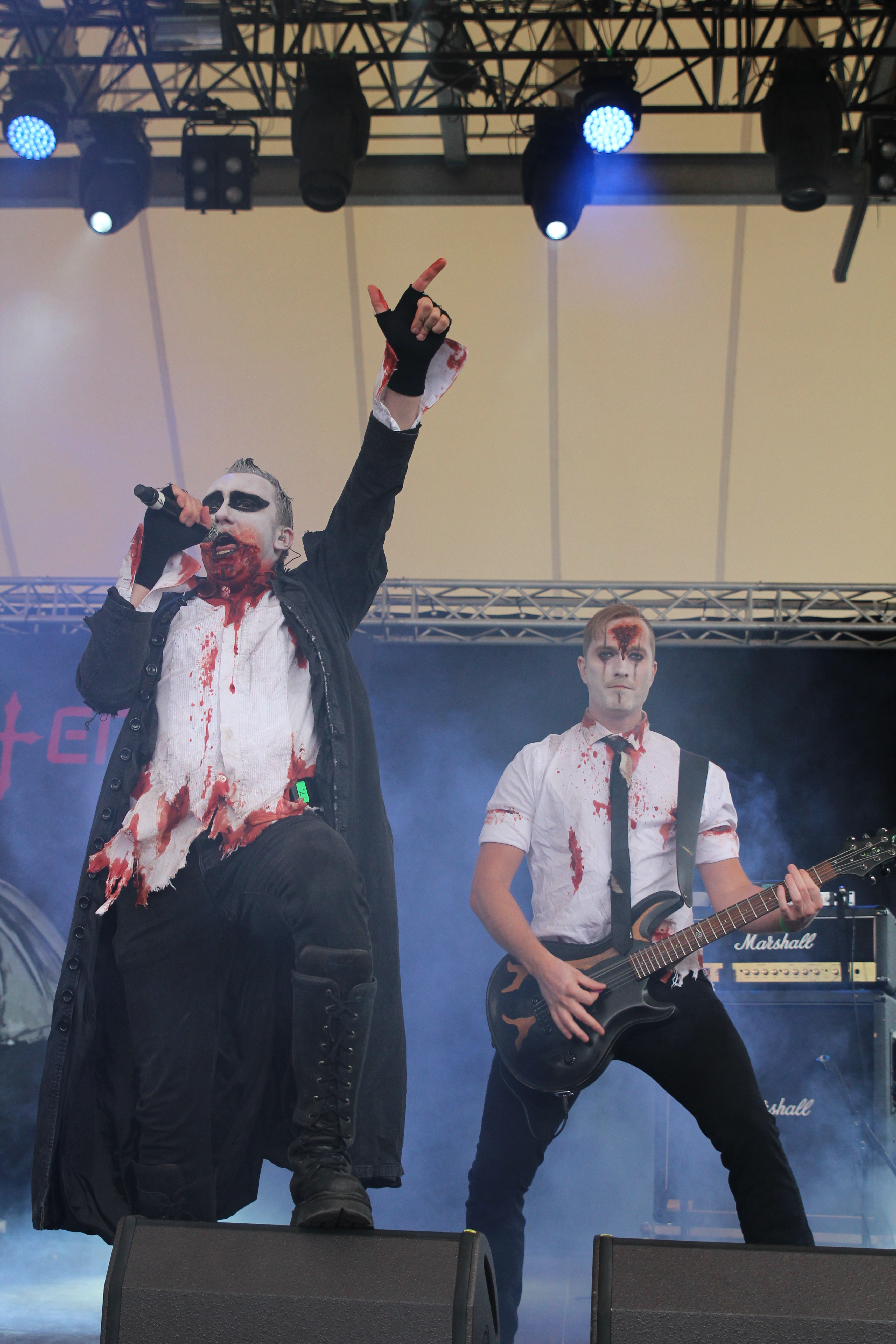
Gothminister a Blackfield Fesztiválon 2014-ben Németországban

### Albumok
| Cím                                           | Részletek |
| --------------------------------------------- | --- |
| Gothic Electronic Anthems                     | - Kiadás dátuma: 2003. április 14. - Lemezkiadó: BMG, Drakkar, Soulfood, Tatra - Formátum: Lemez, digitálisan letölthető, streaming                |
| Empire of Dark Salvation                      | - Kiadás dátuma: 2005. április 4. - Lemezkiadó: BMG, Drakkar, e-Wave Records, Tatra, Tuba - Formátum: Lemez, digitálisan letölthető, streaming     |
| Happiness in Darkness                         | - Kiadás dátuma: 2008. november 25. - Lemezkiadó: AFM Records, e-Wave Records, Drakkar, Irond - Formátum: Lemez, digitálisan letölthető, streaming |
| Anima Inferna                                 | - Kiadás dátuma: 2011. március 25. - Lemezkiadó: BMG, Drakkar, e-Wave Records - Formátum: Lemez, digitálisan letölthető, streaming                 |
| Utopia                                        | - Kiadás dátuma: 2013. május 17. - Lemezkiadó: AFM Records - Formátum: Lemez, digitálisan letölthető, streaming                                    |
| The Other Side                                | - Kiadás dátuma: 2017. október 13. - Lemezkiadó: AFM Records - Formátum: Lemez, digitálisan letölthető, streaming                                  |
| Pandemonium                                   | - Kiadás dátuma: 2022. október 21. - Lemezkiadó: AFM Records - Formátum: Lemez, digitálisan letölthető, streaming                                  |
| Pandemonium II: The Battle of the Underworlds | - Kiadás dátuma: 2024. május 3. - Lemezkiadó: AFM Records - Formátum: Lemez, digitálisan letölthető, streaming                                     |

### Solo megjelenések
| Cím                                  | Kiadás éve | Album vagy kislemez                           |
| ------------------------------------ | ---------- | --------------------------------------------- |
| "Angel"                              | 2002       | Gothic Electronic Anthems                     |
| "Devil"                              | 2002       | Gothic Electronic Anthems                     |
| "The Holy One"                       | 2003       | Gothic Electronic Anthems                     |
| "Dark Salvation"                     | 2005       | Empire of Dark Salvation                      |
| "Swallowed by the Earth"             | 2005       | Empire of Dark Salvation                      |
| "Dusk Till Dawn"                     | 2008       | Happiness in Darkness                         |
| "Freak"                              | 2009       | Happiness in Darkness                         |
| "Liar"                               | 2011       | Anima Inferna                                 |
| "Utopia"                             | 2013       | Anima Inferna                                 |
| "Der fliegende Mann"                 | 2017       | The Other Side                                |
| "The Sun"                            | 2017       | The Other Side                                |
| "Ich will alles"                     | 2017       | The Other Side                                |
| "We Are the Ones Who Rule the World" | 2017       | The Other Side                                |
| "Pandemonium"                        | 2022       | Pandemonium                                   |
| "This is Your Darkness"              | 2022       | Pandemonium                                   |
| "Demons"                             | 2022       | Pandemonium                                   |
| "Star"                               | 2022       | Pandemonium                                   |
| "I Am the Devil"                     | 2023       | Pandemonium II: The Battle of the Underworlds |
| "Battle of the Underworlds"          | 2023       | Pandemonium II: The Battle of the Underworlds |
| "We Come Alive"                      | 2024       | Pandemonium II: The Battle of the Underworlds |

## Külső linkek
- Profile page at Drakkar Records/e-Wave Records
- Gothminister az AllMusicon

## Fordítás
Ez a szócikk részben vagy egészben  a   Gothminister című angol Wikipédia-szócikk ezen változatának fordításán alapul.  Az eredeti cikk szerkesztőit annak laptörténete sorolja fel. Ez a jelzés csupán a megfogalmazás eredetét és a szerzői jogokat jelzi, nem szolgál a cikkben szereplő információk forrásmegjelöléseként.